# ۲۰۱۲ دی‌ای۱۴

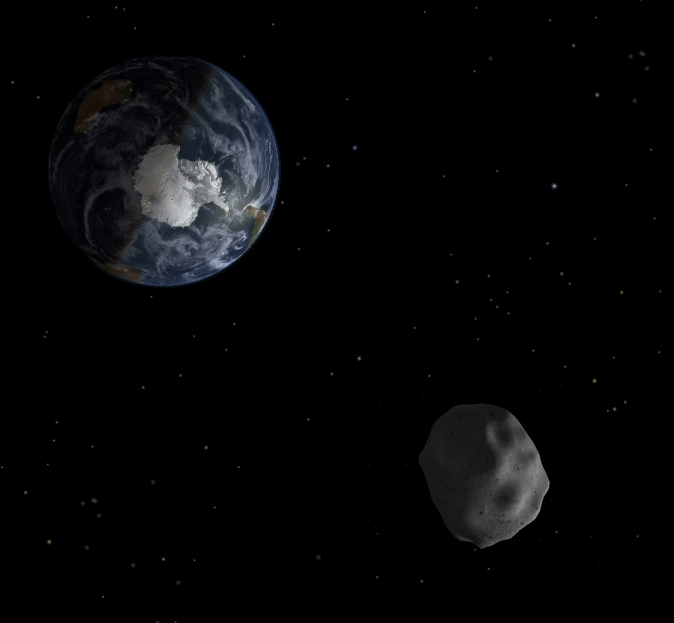
صحنهٔ بازسازی‌شده از گذر از نزدیکی زمین در ۱۵ فوریهٔ ۲۰۱۳

۲۰۱۲ دی‌ای۱۴ (2012 DA14) سیارکی با قطر تقریبی ۵۰ متر (۱۶۰ فوت) و جرمی نزدیک به ۱۹۰٬۰۰۰ تن است. این سیارک در ۲۳ فوریهٔ ۲۰۱۲ در رصدخانه‌ای در اسپانیا کشف شد، هفت روز پس از گذشتن از فاصلهٔ ۰٫۰۱۷۴ یکای نجومی (۲٬۶۰۰٬۰۰۰ کیلومتر؛ ۱٬۶۲۰٬۰۰۰ مایل) از زمین در ۱۶ فوریه. طبق محاسبات انجام شده، در ۱۵ فوریهٔ ۲۰۱۳ برابر با ۲۶ بهمن ۱۳۹۱ فاصلهٔ بین سیارک تا زمین ۰٫۰۰۰۲۲۷۶ یکای نجومی (۳۴٬۰۵۰ کیلومتر؛ ۲۱٬۱۶۰ مایل) است. گذر ۲۰۱۲ DA۱۴ از نزدیکی زمین برای جرمی با این اندازه یک رکورد است.